# سیارک ۱۰۱۷۱
سیارک ۱۰۱۷۱ (به انگلیسی: 10171 Takaotengu، نامگذاری:1995EE8) ده هزار و صد و هفتادمین سیارک کشف شده‌است که در ۷ مارس ۱۹۹۵ کشف شد.
قدر مطلق سیارک برابر ۴۲٫۶ است.